# Конвой № 3923
Конвой № 3923 — японський конвой часів Другої світової війни, проведення якого відбувалось у вересні — жовтні 1943-го.
Пунктом призначення конвою був атол Трук у центральній частині Каролінських островів, де ще до війни створили потужну базу японського ВМФ, з якої до лютого 1944 року провадились операції в цілому ряді архіпелагів. Вихідним пунктом став розташований у Токійській затоці порт Йокосука (саме звідси традиційно вирушала більшість конвоїв на Трук).
До складу конвою увійшов транспорт «Тайо-Мару» (Taiyo Maru), а також ще одне неідентифіковане транспортне судно, тоді як охорону забезпечували допоміжні мисливці за підводними човнами CHa-19 та CHa-27.
Загін вийшов із порту 23 вересня 1943 року. Його маршрут пролягав через кілька традиційних районів патрулювання американських підводних човнів, які зазвичай діяли поблизу східного узбережжя Японського архіпелагу, біля островів Оґасавара (тут конвой побував 26—28 вересня), Маріанських островів (загін заходив 3—9 жовтня на острів Сайпан) і на підходах до Труку. Після Сайпану охорону забезпечував лише CHa-19, втім, проходження конвою № 3923 відбулось успішно і 12 жовтня він без втрат досягнув Труку.